# Sphaerella erysiphina
Sphaerella erysiphina är en svampart som först beskrevs av Berk. & Broome, och fick sitt nu gällande namn av Mordecai Cubitt Cooke 1871. Sphaerella erysiphina ingår i släktet Sphaerella och familjen Mycosphaerellaceae.   Inga underarter finns listade i Catalogue of Life.